# Цигани
Цигани (от гръцки: αθίγγανοι, атингани – „недосегаеми“) е традиционно събирателно название на няколко сродни етнически групи, които са разпръснати неравномерно по света (по-специално в Европа и особено на Балканите, в Средна Европа и на Пиренеите). Смята се, че са с произход от териториите на днешна Индия. Някога номади, сега те са в по-голямата си част уседнали.
Циганската етническа общност произлиза от северозападните части на Индийския субконтинент, по специално от северна Индия, вероятно от северозападните индийски щати Раджастан  и Пенджаб, и живее днес в целия свят, най-вече в Европа и САЩ. Общият им брой се оценява между 5 и 10 милиона души. Страните с най-голямо циганско население са Румъния, България, Унгария, САЩ, Сърбия и Словакия.
Говорят цигански език (романо чхиб), който принадлежи на групата на индоарийските езици.

## Названия
Традиционното название „цигани“, ползвано в различни европейски езици, може да произхожда от гръцкото αθίγγανοι (асингани), което означава 'недосегаеми', от α (не-) + θιγγάνω (докосвам). Така византийците наричали фригийската монархическа ерес на мелхиседекяните. Вероятно причината тези чергарски племена да бъдат наречени от византийците с това понятие е асоциацията между циганския закон относно не-циганите (гаджé) и доктрината за ритуална чистота на мелхиседекяните, част от която било това да не се докосват до другиго. Понятието „цигани“ не се отнася само до ромите, но и до други чергарски племена, които стъпили в Европа, идвайки от Персия, някъде през 11 в.
Роми е българизирана форма на ромá – дума на романи, която е самоназванието на част от циганите. На романи ромá означава човек от ромската етническа група или мъж, съпруг (в противовес на гаджé, всички нероми). Думата, на хинди – रोमा „рома“, вероятно идва от санскритското „дом(б)а“, което означава „музикант от низша каста“. На цигански думата ром означава „мъж, съпруг“ и произлиза от древната индийска дума ḍomba, с която са назовавани някои касти на ковачи и музиканти, все дейности, свързани с пътуване, с които са се препитавали в чергарския си живот циганите.
От края на XX век формата роми, смятана за политически коректна, се налага в официалните документи, медиите и научните изследвания. В същото време в ежедневието названието цигани остава по-широко използвано, както от българите, така и от самите цигани. Етнолозите Елена Марушиакова и Веселин Попов използват „цигани“, за да означат цигански общности, които не са роми, но са определяни като „цигани“ от околното население, докато самите те предпочитат да се идентифицират другояче. Същото смятат и други учени (Томова, Пампоров, Стоянова) които приемат, че цигани е академично по-коректен термин, тъй като обхваща както ромите, така и подобните на тях общности, или заради анахроничността на „роми“ в исторически контекст.
Друго разпространено название в югозападните български диалекти е гюпци или егюпти, (на гръцки γύφτος гифтос) което идва от представата, че циганите произхождат от Египет. Това е коренът на думата и в много европейски езици. Среща се и формата арапи (от Арабия).
В българския разговорен език думата мангал представлява обидно или пренебрежително обръщение към циганите.

## История
Според генетичните и исторически проучвания, циганите произлизат от Северна Индия, вероятно от днешния щат Раджастан. От 5 – 6 век техните племена напускат родните си места, вероятно от северозападните индийски щати Раджастан  и Пенджаб, и се насочват на запад, като продължават да скитат из Пакистан, Афганистан и Персия още няколко века. Едно от предположенията за причините за тяхното разселване е свързано с нашествията на белите хуни (ефталитите) от Средна Азия през 5 – 6 век и падането на Гуптската династия. Други автори свързват преселенията им с арабските нашествия през 7 – 8 век.
Корените на циганския език са в Индия: езикът има граматичните характеристики на индийските езици и споделя с тях голяма част от основната лексика например части от тялото или ежедневието. По-точно, циганският език споделя основната лексика с езици като хинди, панджабски и марвари, докато неговата граматика е най-близо до тази на източните индоарийски езици като бенгалски.
Според повечето лингвисти след 6 век започва и обособяването на циганския език, изпитал влиянието на редица други – персийски, арменски, гръцки. В Персия цигани за пръв път идват през 224 – 241 година сл. Хр., търсейки работа в двора на шах Ардашир I Папак. На територията на днешен Иран те се разделят на два основни диалектни клона – бен и пхен (според собствената им дума за сестра). Носителите на бен-диалектите остават в Средния Изток, а останалите поемат на запад и на север, при което се обособяват редица нови диалекти.
През 661 година в рамките на Арабската империя са отведени множество индийци (зоти) в Месопотамия. През 670 и около 710 халифите Муавия I и Уалид I разселват зоти от Басра и Месопотамия като цяло в Антиохия. През 820 година зотите създават своя независима държава на територията на Месопотамия, което води до четиринайсетгодишен конфликт с Арабската империя, приключила с победа за арабите. Зотите се заселват в пограничния град Айнзабра, през 855 година при битката край Айнзабра арабите търпят поражение от византийците. В плен във Византия са отведени множество зоти.
Към 8 век циганите навлизат в азиатските владения на Византийската империя, а към 10 век те вече са в Египет и Северна Африка. И до днес едно от названията на циганите на Балканите (в Северна Македония и някои райони на България) е „гюпци“ (египтяни). Английската дума gypsies също предполага египетския път на циганите (от Egyptians – „египтянини“) (същото важи за испанската дума за циганин „gitano“ и др.). От Египет, през Егейските острови и Византия, през 11 век циганите попадат в Европа.
Съдбата им в техните приемни родини не е лека: известно е, че в повечето страни с циганско присъствие както основното население, така и циганските малцинства поддържат съзнателна изолация едни от други в много области от своя живот.
До средата на 19 век циганите в Румъния са били роби.
През Втората световна война нацистите са изтребили между 220 000 и 1 500 000 цигани.

### Ранни миграции
Въпреки наличието на различни местни говори, циганският е единен по граматика и речник език. Английският лингвист Ярон Мантрас предполага, че той е възникнал при частично сближаване на някой централноиндийски диалект със северноиндийски диалекти. Пак според Мантрас особеностите на циганския сочат (в съпоставка с общата история на индоарийските езици), че неговите носители са напуснали Индийския субконтинент не по-рано от ок. 750 – 1000 г. сл. Хр.
Лабораторно изследване на генетичен материал, взет от 152 представители на 13 отделни цигански общности в цяла Европа, показва, че съвременните цигани имат общи прародители, че те произхождат от северната или северозападната част на Индия, която са напуснали преди около 1500 години, и че са навлезли в Европа през Балканския полуостров преди около 900 години.

### Пристигане в Европа
В миналото циганите са нямали своя писменост и тяхната история може да бъде проследена само по чужди извори. Възможно е гръцката дума Ἀθίγγανοι (атингани), която през IX в. обозначава разпространена във византийска Мала Азия християнска ерес, впоследствие да е станала едно от наименованията на циганите (срв. новогръцкото Τσιγγάνοι, Ατσίγγανοι). Обичайното византийско име за „циганин“ обаче е Αἰγύπτιος, т.е. „египтянин“. Тази запазена в новогръцкия (Γύφτος) и възприета в други европейски езици дума (английски: Gypsy, френски: gitan, испански: gitano) на пръв поглед сочи, че циганите са дошли в Европа от Египет. В разрез с това Франц Миклошич установява, че в езика им се срещат персийски и арменски, но не и арабски заемки и прави извод, че пътят на циганите извън тяхната индийска прародина е минал през Иранското плато и Задкавказието, а не през Северна Африка. Американският историк Джордж Сулис предполага, че циганите са се преселили в Мала Азия през ΧI в. под натиска на селжукските турци, а османското завоевание през XIV в. ги е изтласкало от там на Балканите.
Гръцката дума „египтянин“ в смисъл на „циганин“ се среща за пръв път в един писмо на Григорий II Кипърец, константинополски патриарх от 1283 до 1289 г., което споменава бирник, взимащ данък от „така наречените египтяни и атингани“. През първите десетилетия на XIV в. отделни цигани (Αἰγύπτιοι) се споменават и като зависими селяни (парици) в два документа на атонските манастири Лавра и Ксиропотам. През 1483 г. немският поклонник Бернхард фон Брайденбах спира на път за Божи гроб във владения от венецианците пелопонески град Модон (Метони): илюстрацията към неговия пътепис показва разположени извън градските стени цигански землянки. Късносредновековният гръцки и славянски Номоканон предписва църковни наказания за християни, които ходят при циганки врачки.
От Балканския полуостров циганите се придвижват на север към Централна и Западна Европа. Във Влашко те са споменати за пръв път през 1385 г., когато Дан I с грамота предава на Тисманския манастир 40 семейства цигани („ацигани М челѣди“), дарени по-рано от неговия чичо Владислав I на друга, съседна обител. Доминиканският монах летописец Херман Корнер от Любек разказва как в края на 1417 г. около 300 души цигани („секани“, Secanes) се появяват в Мекленбург: „Инородно, невиждано по-рано странстващо множество хора от източните страни дойде в Германия, преброждайки цялата тази земя чак до приморските области.“ Те имали свои князе (principes) – херцог (dux) и граф (comes). През 1501 г. във Вилнюс полският крал Александър потвърждава правото на циганите да се придвижват свободно в държавата му (swoboda obraszczenia w zemliach naszych) и властта на войводата (woyt cyganski) Васил над всички цигани във Великото литовско княжество. През 1538 г. крал Жуау III забранява на цигани (ciganos) да влизат в страната, за да не се занимават с грабеж и магьосничество, а родените вече на португалска земя цигани заточва по за две години в Африка. Една издадена в Лондон ок. 1542 – 1547 г. книга съдържа първия запис на циганска („египетска“) реч.

#### Пристигане в България
Според Константин Иречек циганите „по всяка вероятност [са] се появили в България към средата на XIV в.“. Рилската грамота (1378) на цар Иван Шишман споменава „Агупови клети“ (колиби); Иван Дуйчев свързва това „с името „агупци“, давано у нас на циганите“. Среднобългарският превод на житието на св. Варвар Охридски разказва за множество „египтяни“ в околността на Драч (ибѡ мнѡѕи бѣхѫ егѵптѣны въ тои странѣ); тази подробност не присъства в гръцкия първообраз на житието и най-вероятно касае цигани, достигнали през XIV в. брега на Адриатика.

### Циганите вОсманската империя
След турското завоевание на Балканите циганите често биват записвани в османските данъчни документи. Най-ранното такова споменаване е от 1430 г. – в тимарския регистър на Никополския санджак. Султан Сюлейман I издава нарочен „Закон за циганите във вилаета Румели“ (1530), според който циганите – както „неверници“, така и мюсюлмани – плащат поголовен данък.
Западноевропейски пътешественици, виждали цигани по своите родни места, ги срещат и в османските земи. Според Мартин Груневег (1562 – 1618?) там „[и]ма много цигани, които работят занаятите си на улиците под малки палатчици, в които те живеят заедно с жените и децата си. Циганите, които иначе на нас, гданчани, не са непознати, макар и получерни, са все пак хубав народ. В Турция те се прехранват с ковачество или са музиканти, сиреч гъдулари, иначе казано фокусници. Придържат се към турската носия.“ През 1553 г. Антон Вранчич разказва: „Когато започнахме да прекосяваме реката (Велика Морава), пред нас се изпречиха други турци, между които един беше по външност и облекло по-високопоставен от другите. След тях вървяха петима египтяни, които сега наричаме цигани или цингани, вързани за шията с една верига и влачени в една редица. Те издаваха жални викове и окайваха немотията си. Тогава аз попитах турците какви са тези и каква е причината, за да бъдат те оковани във вериги. Отвърнаха ми, че са събирани вместо данъци, които могат да се състоят както в пари, така и в малолетни деца.“
През 1877 г. Бейкър оценява броя на циганите в Османската империя на 200 хил. души. Някои от тях са скитащи като в Западна Европа, други са групирани в села, а трети са установени в градовете, в специално обособени за тях квартали. Специализирани са в калайджийство, казанджийство, търговия с коне и мародерство. Те са музиканти – „барабанът и циганският кларинет придружават почти всеки селски празник, християнски или мюсюлмански“. Англосаксонски пътешественици в империята като цяло се възхищават на красотата им и излагат тяхната нечестност и аморалност. Различно мнение имат Сенклер и Брофи, според които циганите са жертви на българската злоба и алчност.

### Циганите въвВлашкоиМолдова
Не е сигурно дали споменаваните в славяно-румънски грамоти от XIV и XV в. цигани са били зависими селяни или същински роби. Един молдовски летопис съобщава, че след победа над влашкия княз Раду през 1470 г. Стефан Велики „избил много народ и взел 17 хиляди цигани във владение (in Eigenschaft)“. Това, изглежда, е първото ясно свидетелство за робско положение на цигани в дунавските княжества. От началото на XVI в. насетне „на практика единствените роби във Влашко и Молдова“ са циганите. Някои от тях са собственост на княза, други – на манастири или на частни лица. Във Влашко робството е отменено със закон през 1847 г., в Молдова – през 1844 г.

### Циганите по време наАприлското въстание
Отношението към циганите във въстаналите селища е различно. В село Мухово, по думите на Захари Стоянов, циганите (с изключение на един) „не само били добри майстори, но и направили много ножове и пушки на българите, без да издадат една дума на турците“. Според историците Георги Димитров и Димитър Страшимиров κлисурските цигани били заподозрени, че със своите шпионства подпомогнали или даже причинили разоряването на това градче от башибозука. За да предотвратят подобно събитие в Копривщица, тамошните въстаници избиват през нощта на 27 срещу 28 май 1876 г. около 70 мъже местни цигани.

### Циганите вТретия райх
Расизмът е принцип на националсоциалистическата идеология и политика. На 8 декември 1938 г. Хайнрих Химлер издава наредба „За борба с циганската напаст (Zigeunerplage)“ „на расови начала“ (aus dem Wesen der Rasse heraus). Допълнително постановление от германската Държавна дирекция на полицията пояснява, че предприетите съгласно тази наредба мерки трябва да имат за цел „първоначално – расовото отделяне на циганите от немската народност, след това – възпрепятстване на смесването между расите и в крайна сметка – урегулирането на начина на живот при чисторасовите цигани и лицата с отчасти циганско потекло. Нужната правна основа за това може да бъде осигурена само със Закон за циганите...“ Избухването на Втората световна война попречва да се подготви подобен закон, но войната става предпоставка циганите да бъдат поголовно изтребвани – редом с други обявени от националсоциалистите за расово непълноценни народности. Избиване или депортиране на цигани биват организирани през 1942 – 1945 г. както от немските граждански и военни власти, така и от съюзените с Германия правителства на Румъния, Унгария и Независимата хърватска държава. Липсата на документи не дава възможност да се установи точният брой на жертвите, но мнозинството историци смятат, че са били погубени не по-малко от 200 000 европейски цигани. Българските цигани остават незасегнати от тази катастрофа.

## Цигански общности
| Държава   | Брой      | Държава             | Брой    | Държава     | Брой   | Държава               | Брой   | Държава               | Брой  |
| --------- | --------- | ------------------- | ------- | ----------- | ------ | --------------------- | ------ | --------------------- | ----- |
| Турция    | 2 750 000 | Обединено кралство  | 225 000 | Мароко      | 50 000 | Австралия             | 25 000 | Република Южна Африка | 7900  |
| Египет    | 2 300 000 | Чехия               | 200 000 | Ирак        | 50 000 | Черна гора            | 20 000 | Казахстан             | 7 000 |
| Румъния   | 1 850 000 | Северна Македония   | 197 000 | Судан       | 50 000 | Тунис                 | 20 000 | Дания                 | 5500  |
| САЩ       | 1 000 000 | Гърция              | 175 000 | Беларус     | 47 500 | Чили                  | 17 500 | Таджикистан           | 4500  |
| Русия     | 825 000   | Италия              | 150 000 | Алжир       | 40 000 | Ангола                | 16 000 | Литва                 | 3000  |
| Бразилия  | 800 000   | Албания             | 115 000 | Либия       | 40 000 | Палестинска автономия | 15 000 | Израел                | 3000  |
| Испания   | 750 000   | Молдова             | 107 000 | Нидерландия | 40 000 | Латвия                | 12 500 | Уругвай               | 2000  |
| Унгария   | 750 000   | Германия            | 105 000 | Ирландия    | 37 500 | Узбекистан            | 12 000 | Еквадор               | 2000  |
| Сърбия    | 600 000   | Иран                | 100 000 | Косово      | 37 500 | Ливан                 | 12 000 | Азербайджан           | 2000  |
| Словакия  | 490 000   | Канада              | 80 000  | Австрия     | 35 000 | Финландия             | 11 000 | Грузия                | 2000  |
| Франция   | 400 000   | Йордания            | 70 000  | Хърватия    | 35 000 | Норвегия              | 10 100 | Армения               | 2000  |
| Аржентина | 300 000   | Босна и Херцеговина | 58 000  | Полша       | 32 500 | Китай                 | 9000   | Кипър                 | 1250  |
| България  | 266 720   | Португалия          | 52 000  | Белгия      | 30 000 | Словения              | 8500   | Естония               | 1050  |
| Украйна   | 260 000   | Мексико             | 51 000  | Швейцария   | 30 000 | Перу                  | 8400   | Киргизстан            | 500   |
| Сирия     | 250 000   | Швеция              | 50 000  | Афганистан  | 30 000 | Колумбия              | 8000   | Люксембург            | 300   |